# Zirc
Zirc é uma cidade da Hungria, situada no condado de Veszprém. Tem 37,4 km² de área e sua população em 2019 foi estimada em 6.805 habitantes.